# Saint-Cyr-en-Arthies
Saint-Cyr-en-Arthies är en kommun i departementet Val-d'Oise i regionen Île-de-France i norra Frankrike. Kommunen ligger i kantonen Magny-en-Vexin som tillhör arrondissementet Pontoise. År 2022 hade Saint-Cyr-en-Arthies 237 invånare.

## Befolkningsutveckling
Antalet invånare i kommunen Saint-Cyr-en-Arthies
| Referens: INSEE |